# 松濤園
松濤園（しょうとうえん）は、広島県呉市下蒲刈島にある日本庭園である。

## 概要
江戸時代に瀬戸内を東西に往来する船舶が芸予諸島を抜ける際に多く利用された、下蒲刈島と上蒲刈島の間にある「三之瀬」と呼ばれる船改番所を起源とする。停泊・継船のための出島には芸州藩が本陣・番所・茶屋を設置して検問を行うとともに、参勤交代で通過する西国大名や朝鮮通信使の饗応が行われた。1990年から下蒲刈町が推進した「ガーデンアイランド構想」により、出島部分に日本庭園を整備し、朝鮮通信使資料館などの施設を設置し松濤園の体裁が整った。
2000年の安芸灘大橋の開通により、陸路によるアクセスが可能となった。

## 主要施設
- 朝鮮通信使資料館　御馳走一番館
- 陶磁器館
- あかりの館
- 蒲刈島御番所（復元）

## 施設概要
- 開館時間 - 午前9時〜午後5時00分
- 休館日 - 火曜・年末年始
- 入館料 - 一般800円、高校生480円、小中学生320円
- 所在地 - 呉市下蒲刈町下島2277-3
- アクセス - クレアライン呉インターチェンジから車で40分